# Zapadnolaponski jezici
Zapadnolaponski jezici, skupina laponskih jezika, uralska porodica, iz Norveške i Švedske koja obuhvaća nekadašnju sjevernu i južnu skupinu kao svoje podskupine. Prema ranijoj klasifikaciji obuhvaćala je i umejski jezik. Predstavnici su:
a. sjeverni (3) 
Pitejskolaponski jezik [sje] (Švedska)
Sjeverni laponski jezik [sme] (Norveška)
Lulejskolaponski jezik [smj] (Švedska)
b. južni (1) 
Južni laponski jezik [sma] (Švedska).
c. jugozapadni (1) (prijašnja klasifikacija)
Umejskolaponski jezik [sju] (Norveška, Švedska).

## Vanjske poveznice
- Ethnologue (15th)
- Ethnologue (16th)